# Metalli del gruppo del platino
| H  |    |    |    |    |    |    |    |    |    |    |    |     |     |     |     |     | He  |  |
| Li | Be |    |    |    |    |    |    |    |    |    |    | B   | C   | N   | O   | F   | Ne  |  |
| Na | Mg |    |    |    |    |    |    |    |    |    |    | Al  | Si  | P   | S   | Cl  | Ar  |  |
| K  | Ca | Sc | Ti | V  | Cr | Mn | Fe | Co | Ni | Cu | Zn | Ga  | Ge  | As  | Se  | Br  | Kr  |  |
| Rb | Sr | Y  | Zr | Nb | Mo | Tc | Ru | Rh | Pd | Ag | Cd | In  | Sn  | Sb  | Te  | I   | Xe  |  |
| Cs | Ba | *  | Hf | Ta | W  | Re | Os | Ir | Pt | Au | Hg | Tl  | Pb  | Bi  | Po  | At  | Rn  |  |
| Fr | Ra | ** | Rf | Db | Sg | Bh | Hs | Mt | Ds | Rg | Cn | Uut | Uuq | Uup | Uuh | Uus | Uuo |  |
| -- | -- | -- | -- | -- | -- | -- | -- | -- | -- | -- | -- | --- | --- | --- | --- | --- | --- |  |
|    |    |    |    |    |    |    |    |    |    |    |    |     |     |     |     |     |     |  |
|    |    | *  | La | Ce | Pr | Nd | Pm | Sm | Eu | Gd | Tb | Dy  | Ho  | Er  | Tm  | Yb  | Lu  |  |
|    |    | ** | Ac | Th | Pa | U  | Np | Pu | Am | Cm | Bk | Cf  | Es  | Fm  | Md  | No  | Lr  |  |

| Metalli del gruppo del platino |

Metalli del gruppo del platino (conosciuti anche con l'abbreviazione PGM, dall'inglese platinum-group metals) è il nome collettivo per i sei metalli rutenio, rodio, palladio, osmio, iridio e platino, che occupano posizioni contigue nella tavola periodica degli elementi, nei gruppi 8, 9 e 10. I metalli del gruppo del platino sono tutti rari e costosi, hanno proprietà fisiche e chimiche simili, e tendono a presentarsi insieme negli stessi giacimenti minerari.

## Storia
Le civiltà precolombiane in America conoscevano già da molto tempo il platino e minerali ricchi di platino presenti in natura. In Europa il primo riferimento al platino è del 1557, negli scritti dell'umanista italiano Giulio Cesare Scaligero (1484–1558), che descrive un misterioso metallo, trovato nelle miniere del Centro America tra il Darién (Panama) e il Messico, che "sinora non si è riusciti a fondere con nessuna delle arti spagnole".
Gli spagnoli chiamarono platina ("piccolo argento") il metallo quando lo incontrarono per la prima volta in Colombia, e lo considerarono una impurezza indesiderata presente nell'argento che estraevano.

## Proprietà
I metalli del gruppo del platino sono caratterizzati da una serie di proprietà comuni: inerzia chimica, lucentezza, alto punto di fusione, resistenza alla corrosione e all'ossidazione ad alta temperatura, basso coefficiente di dilatazione termica, stabilità e durabilità meccanica e termoelettrica, capacità catalitiche. Tutte queste proprietà sono sfruttate in svariate applicazioni industriali. La densità, il punto di fusione, e il punto di ebollizione aumentano da destra in alto verso sinistra in basso; i numeri di ossidazione massimi e più stabili diminuiscono da sinistra in basso verso destra in alto; il carattere nobile aumenta invece da sinistra in alto verso destra in basso.

## Fonti

### Rutenio
Il rutenio si trova in genere in minerali assieme agli altri metalli del gruppo del platino negli Urali, nel Sudamerica e nel Nordamerica. Quantità piccole ma economicamente importanti si trovano assieme alla pentlandite estratta a Sudbury, Ontario, e nei depositi di pirossenite in Sudafrica.

### Rodio
L'estrazione industriale del rodio è complessa dato che il metallo si trova mescolato ad altri metalli come palladio, argento, platino e oro. Le fonti principali si trovano nelle sabbie fluviali negli Urali, nel Sudamerica e nel Nordamerica, e anche nell'area mineraria del bacino di Sudbury, dove si estraggono solfuri di rame e nichel. La quantità di rodio presente a Sudbury è bassa, ma l'estrazione è resa economicamente possibile dalla gran quantità di minerali trattati per ricavare nichel.

### Palladio
Il palladio si può trovare allo stato nativo e in leghe con oro e i metalli del gruppo del platino in depositi fluviali negli Urali, in Australia, Etiopia, Sudamerica e Nordamerica. Commercialmente è prodotto da minerali di rame e nichel nel Sudafrica e a Sudbury, Ontario. La quantità di palladio presente in questi depositi è bassa, ma l'estrazione è resa economicamente possibile dalla gran quantità di minerali trattati per ricavare nichel. Nel 2006 sono state prodotte circa 220 tonnellate di palladio.

### Osmio
L'osmio si ricava principalmente dalle leghe di origine naturale osmiridio (Ir ≈50%) e iridiosmio (Ir ≈70%), che si trovano nelle sabbie lungo i fiumi degli Urali e nel Sudamerica e Nordamerica. Tracce di osmio si trovano anche nei minerali di nichel di Sudbury, Ontario, assieme ad altri metalli del gruppo del platino. La quantità di metalli del platino presente in questi minerali è bassa, ma la loro estrazione è resa economicamente possibile dalla gran quantità di minerali trattati per ricavare nichel.

### Iridio
L'iridio si può trovare allo stato nativo nei depositi alluvionali insieme agli altri metalli del gruppo del platino. Anche le leghe osmiridio e iridiosmio sono di origine naturale. Commercialmente si ottiene come sottoprodotto dell'estrazione del platino, principalmente dal Sudafrica.

### Platino
La fonte principale di questo metallo è il minerale sperrylite (arseniuro di platino, PtAs2). Nel minerale cooperite (solfuro di platino, PtS) si trova una lega platino-iridio, detta platiniridio. Nei depositi alluvionali e nelle sabbie fluviali in Colombia, Ontario, monti Urali e in alcuni stati dell'ovest degli Stati Uniti si può trovare platino allo stato nativo, spesso accompagnato da piccole quantità di altri metalli del gruppo del platino. Il platino si ottiene commercialmente anche come sottoprodotto della lavorazione di minerali di nichel; il platino contenuto è solo due parti per milione, ma questa scarsità è compensata dal fatto che vengono processate enormi quantità di minerale di nichel. Il maggior produttore di platino è il Sudafrica, con vasti giacimenti di minerali di platino nel banco Merensky e nel complesso Bushveld. Il secondo maggior produttore è la Russia. Platino e palladio sono estratti a fini commerciali anche nel complesso igneo Stillwater nel Montana (U.S.A.). Nel 2006 sono state prodotte circa 220 tonnellate di platino.

## Produzione
La separazione dei metalli del gruppo del platino inizia normalmente da miscele di metalli ottenuti come residui della produzione di altri metalli. Un tipico materiale di partenza è costituito dai fanghi anodici residui della produzione di oro o nichel. Per separare i vari metalli si sfruttano differenze di reattività chimica o di solubilità di vari composti dei metalli da ottenere. Sono possibili vari metodi di trattamento. Uno schema possibile è il seguente.
La miscela di tutti i metalli è trattata con acqua regia, che scioglie oro, palladio e platino, mentre rutenio, osmio, rodio e iridio restano insolubili. L'oro è separato per aggiunta di cloruro ferroso, quindi si aggiunge cloruro di ammonio per precipitare esacloroplatinato d'ammonio, [NH4]2[PtCl6]. Il platino metallico si ottiene calcinando l'esacloroplatinato d'ammonio. Dalla restante soluzione per ossidazione si precipita l'esacloropalladato d'ammonio.
Per separare rutenio, osmio, rodio e iridio si fa una fusione alcalina ossidante seguita da lisciviazione con acqua. Osmio e rutenio formano i tetrossidi volatili RuO4 e OsO4, che si separano per distillazione frazionata. Restano rodio e iridio che vengono separati formando clorocomplessi.